# Elysian Fields
Elysian Fields, to amerykańska grupa muzyczna wykonująca rock. Powstała w 1990 roku w Nowym Jorku z inicjatywy Jennifer Charles i Orena Bloedowa.

## Dyskografia
- 1995 EP
- 1996 Bleed Your Cedar
- 2000 Queen of the Meadow
- 2003 Dreams That Breathe Your Name
- 2005 Bum Raps and Love Taps
- 2009 The Afterlife
- 2011 Last Night on Earth
- 2014 For House Cats And Sea Fans